# Episodi di Una strega imbranata (prima stagione)
La prima stagione della serie TV Una strega imbranata è stata trasmessa nel Regno Unito dal canale CBBC dall'11 gennaio al 29 marzo 2017.
| nº | Titolo originale         | Titolo in italiano              | Prima TV Regno Unito | Prima TV Italia |
| -- | ------------------------ | ------------------------------- | -------------------- | --------------- |
| 1  | Selection Day            | Il giorno delle selezioni       |                      |                 |
| 2  | Tabby                    | Tabby                           |                      |                 |
| 3  | New Girl                 | La nuova arrivata               |                      |                 |
| 4  | Pond Life                | Vita nello stagno               |                      |                 |
| 5  | The Grand Wizard's Visit | La visita del Sommo stregone    |                      |                 |
| 6  | The Best Teacher         | L'insegnante migliore del mondo |                      |                 |
| 7  | Maud's Big Mistake       | Il grosso sbaglio di Maud       |                      |                 |
| 8  | The First Witch          | La prima strega                 |                      |                 |
| 9  | Spelling Bee             | La gara di incantesimi          |                      |                 |
| 10 | The Mists of Time        | La nebbia temporale             |                      |                 |
| 11 | Out of Bounds            | Fuori dai limiti                |                      |                 |
| 12 | The Worst Headmistress   | La preside peggiore             |                      |                 |